# Guido Castelnuovo

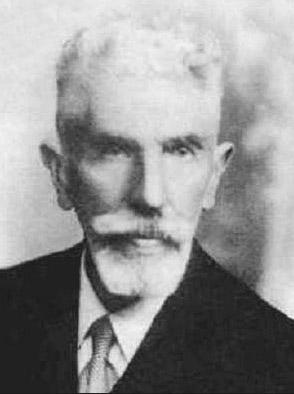
Guido Castelnuovo

Guido Castelnuovo (Venetië, 14 augustus 1865 - Rome, 27 april 1952) was een Italiaans Joodse wiskundige. Zijn vader, Enrico Castelnuovo, was een schrijver en activist voor de eenwording van Italië. Castelnuovo is het meest bekend voor zijn bijdragen op het gebied van de algebraïsche meetkunde. Daarnaast zijn zijn bijdragen aan de studie van de statistiek en de kansrekening eveneens aanzienlijk.